# Forever Healthy Foundation
Die Forever Healthy Foundation GmbH mit Sitz in Karlsruhe (Deutschland) ist eine Non-Profit-Organisation, die von Michael Greve gegründet und finanziert wird. Das erklärte Ziel ist, die gesunde Lebensspanne von Menschen wesentlich zu verlängern.
Ihre Arbeit erstreckt sich über die Sammlung und Veröffentlichung wissenschaftlicher Erkenntnisse, das Ausfindig machen möglicher Wirkstoffe, Öffentlichkeitsarbeit und Fürsprache für die Anwendung regenerativer Medizin sowie die Finanzierung von Forschungsarbeiten und Start-ups.
Die Forever Healthy Foundation wurde 2015 gegründet.

## Tätigkeitsbereiche
Sie beschäftigt wissenschaftliche Mitarbeiterinnen und Mitarbeiter und ist in sechs verschiedenen Bereichen tätig:
- Rejuvenation Now bewertet Rejuvenation-Therapien nach Risiko, Nutzen und potenzieller Anwendung.
- Maximizing Health überprüft die neuesten medizinischen Erkenntnisse und erstellt umsetzbare Leitfäden zur Maximierung von Gesundheit und Wohlbefinden.
- Longevity Strategy (Langlebigkeitsstrategie) bemüht sich um eine umfassende Anleitung, die alle Aspekte für eine bessere Gesundheit, mehr Wohlbefinden und Langlebigkeit abdeckt.
- Gemeinsam mit der SENS Research Foundation organisiert die Forever Healthy Foundation die jährliche Undoing Aging Conference in Berlin für Wissenschaftler und Start-ups, mit dem Ziel, die Entwicklung von Therapien zur menschlichen Verjüngung zu beschleunigen.[5]
- Forschungsförderung durch Finanzierung einiger der vielversprechendsten Verjüngungsforschungen mit starkem translationalen Potenzial.
- Unterstützung von Start-ups zur Beschleunigung der Forschung zur molekularen Reparatur von altersbedingten Schäden in Humantherapien.